# Zhanhuo Zhong de Qingchun
Zhanhuo Zhong de Qingchun (xinès simplificat: 战火中的青春, pinyin: Zhànhuǒ zhōng de Qīngchūn, literalment 'La joventut en la guerra') és una pel·lícula xinesa del 1959 dirigida per Wang Yan.
És una pel·lícula romàntica que narra la història d'una xica que es fa passar per home per a unir-se a l'Exèrcit Popular d'Alliberament.